# Astathes laosensis
Astathes laosensis là một loài bọ cánh cứng trong họ Cerambycidae.